# الکساندر زاگاروف
الکساندر زاگاروف (روسی: Александр Леонидович фон Фессинг؛ ۱۷ ژانویهٔ ۱۸۷۷ – ۱۲ نوامبر ۱۹۴۱) بازیگر، کارگردان نمایش، reader in drama بود.